# Aphis holodisci
Aphis holodisci är en insektsart. Aphis holodisci ingår i släktet Aphis och familjen långrörsbladlöss. Inga underarter finns listade i Catalogue of Life.